# Ottana
Ottana é uma comuna italiana da região da Sardenha, província de Nuoro, com cerca de 2.528 habitantes. Estende-se por uma área de 45 km², tendo uma densidade populacional de 56 hab/km². Faz fronteira com Bolotana, Noragugume, Olzai, Orani, Sarule, Sedilo (OR).

## Demografia
| Variação demográfica do município entre 1861 e 2011                               |
|                                                                                   |
| Fonte: Istituto Nazionale di Statistica (ISTAT) - Elaboração gráfica da Wikipedia |